# Philipp Moritz Fischer

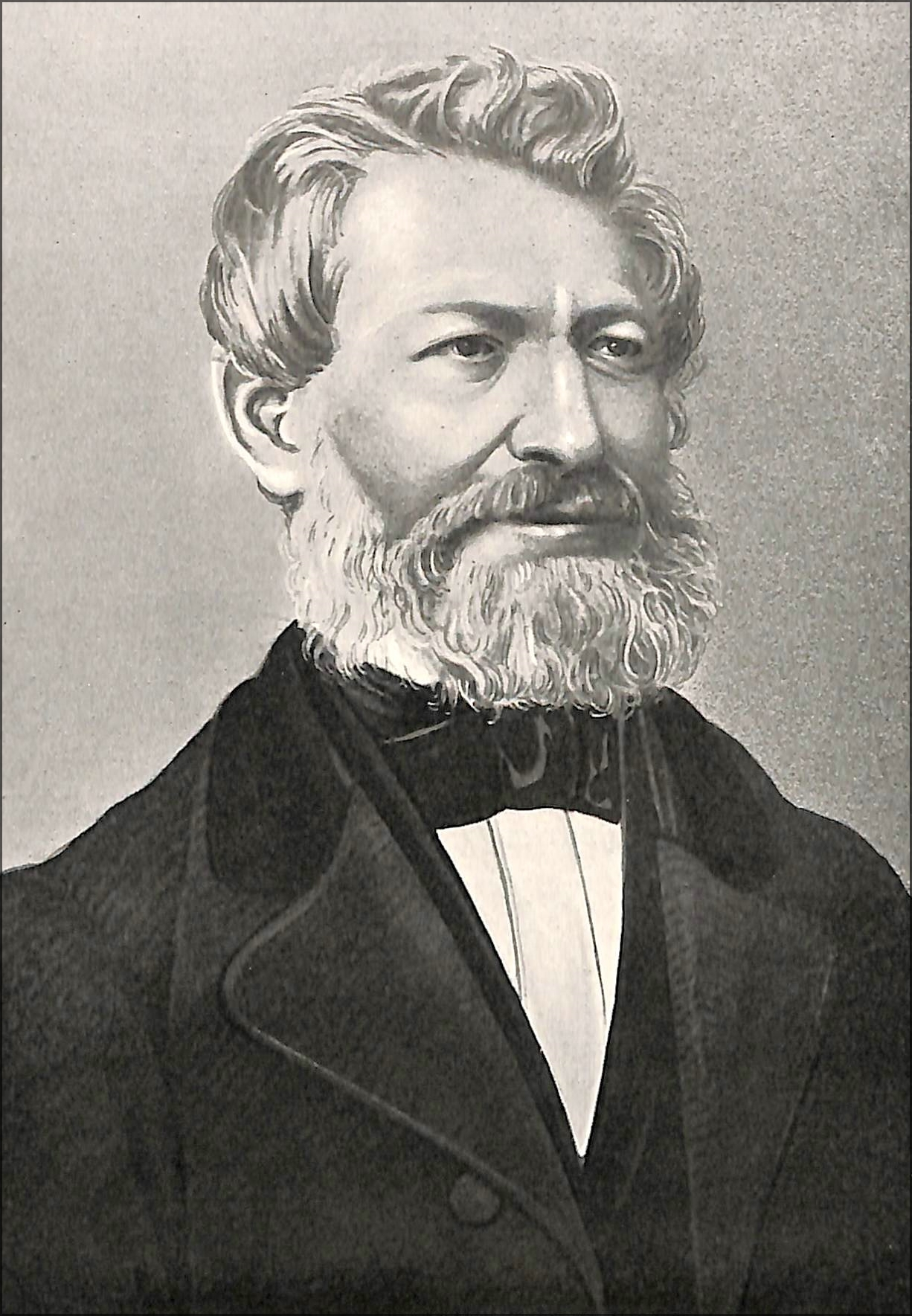
Philipp Moriz Fischer

Fischers Tretkurbelfahrrad
von 1853 (Original der Städtischen Sammlungen Schweinfurt)

Philipp Moritz Fischer (alternativ Philipp Moriz Fischer) (* 8. März 1812 in Oberndorf (Schweinfurt); † 6. September 1890 ebenda) war Schreiner, Orgelbauer, Musikinstrumentenmacher und Erfinder des Tretkurbel-Fahrrads.

## Leben
Sein Vater war der Gastwirt Samuel Georg Ernst Fischer und seine Mutter Sophia Louise Christiane. Philipp Moritz Fischer fuhr bereits mit neun Jahren eine Drais’sche Laufmaschine, um zur Lateinschule zu kommen. Ab dem 13. Lebensjahr absolvierte er eine Schreinerlehre in Würzburg. Danach ging er bei einem Orgelbauer in Bamberg in die Lehre. Nach Wanderjahren durch verschiedene europäische Großstädte kehrte er 1837 nach Schweinfurt zurück. 1840 wanderte er mit seiner Verlobten Wilhelmine Lambinus nach London aus und heiratete sie dort.
Als der dort geborene erste Sohn jedoch im Kleinkindalter gestorben war, kehrten die Fischers nach Schweinfurt zurück. 
In Schweinfurt erwarb Fischer in der Nähe des Marktplatzes ein Anwesen, in dem er Wohnung und Werkstatt für Orgel- und Klavierreparaturen vereinigte. Eine Klavier- oder Orgelreparatur erfolgte jedoch meist vor Ort. Die Wege zur Kundschaft auf dem Land versuchte er durch die Benutzung einer Laufmaschine zeitlich zu verkürzen.
Im Jahr 1853 baute Fischer die erste Laufmaschine mit Tretkurbelantrieb, die er – im Gegensatz zu Pierre Michaux – nicht an die Öffentlichkeit brachte. A. Zorn datierte in einer Mitteilung an den Münchner „Radfahrhumor“ (VIII. Jahrg. Nr. 82) das Fischer-Rad auf „anfang der fünfziger Jahre, nicht nach 1855“, das vom Magistrat der Stadt Schweinfurt bestätigt wurde. Das Original befindet sich heute im Städtischen Museum Schweinfurt. Fischer erhielt einen Grabstein mit der Inschrift „Hier ruht PMF, Erfinder des Tretkurbel-Fahrrades“.
Fischer ist der Vater von Friedrich Fischer (1849–1899), der 1883 die erste Kugelschleifmaschine entwickelte und die Firma FAG Kugelfischer gründete.